# I Feel Like I'm Fixin' to Die
I Feel Like I'm Fixin' to Die är ett musikalbum av gruppen Country Joe and the Fish utgivet 1967.
Det här albumet var gruppens andra album. Deras första album anses av många vara bättre i sin helhet och innehålla vassare satir, men det här albumet innehöll gruppens mest kända låt "I Feel Like I'm Fixin' to Die-Rag", en av de absolut mest kända protestsångerna mot Vietnamkriget. Övriga låtar på albumet är orgelpräglade psykedeliska affärer. 
Albumet nådde billboard-listan 67:e plats, mycket tack vare titelspårets spelning på landets undergroundradio.

## Låtlista
(Låtar utan angiven upphovsman är skrivna av Joe McDonald)
1. I Feel Like I'm Fixin' to Die-Rag - 3:44
2. Who Am I - 4:05
3. Pat's Song - 5:26
4. Rock Coast Blues - 3:57
5. Magoo - 4:44
6. Janis - 2:36
7. Thought Dream - 6:39
8. Thursday  (Cohen/Hirsh) - 3:20
9. Eastern Jam  (Barthol/Cohen/Hirsh/Melton) - 4:27
10. Colors for Susan - 5:58